# متحف المركبات الملكية ببولاق أبو العلا
متحف الركايب الملكية أو متحف المركبات الملكية ببولاق أبو العلا، هو أحد المتاحف الموجودة بالقاهرة في منطقة بولاق، ويعرض عدداً من «الركايب» أو العربات التي كانت تستخدمها الأسرة العلوية قبل ثورة 23 يوليو.

## تاريخه
ترجع فكرة إنشاء مبنى المُتحف إلى عهد الخديوي إسماعيل، فهو أول من فكر في إنشاء مبنى خاص بالمركبات الخديوية والخيول، باسم «مصلحة الركائب الخديوية»، وفي عهد الملك فؤاد الأول أصبح باسم «إدارة الأسطبلات الملكية» في 1922. وكانت هذه المصلحة محط اهتمام القصر الملكي آنذاك؛ حيث وفر لها الخبراء المتخصصين، فضلاً عن العمال المهرة. لاحقاً تحول المبنى إلى مُتحف تاريخي بعد ثورة 1952.
أُغلق المتحف في الثمانينات، بدأ مشروع ترميم للمتحف في 2001، لكنه توقف قبل عدة سنوات. ثم أُعيد افتتاحه في 2017 بعد أن عانى من إهمال كبير. وبلغت تكلفة الترميم حوالي 63 مليون جنيه مصري. وأُعيد افتتاحه في 2021.

## وصفه
يتألف المتحف من عدة قاعات: قاعة الاستقبال، قاعة العرض المتغير، قاعة كبار الزوار، قاعة الأنتيكخانة، قاعة الحصان، قاعة المناسبات الملكية، قاعة الاحتفالات. ويضم المتحف مجموعة رائعة من العربات الملكية مختلفة الأحجام والأنواع، والتي ترجع إلى فترة حكم أسرة محمد علي باشا في مصر، أشهرها العربة المعروفة باسم عربة الآلاي الكبرى الخصوصي، والتي تمتاز بدقة صناعتها وفخامة زخرفتها. وهي مهداه من الإمبراطور نابليون الثالث وزوجته الإمبراطورة أوجيني للخديوي إسماعيل وقت افتتاح قناة السويس في 1869، وأمر الملك فاروق الأول بتجديدها واستخدامها عند افتتاح البرلمان في 1942.
كما يضم مجموعة من أطقم الخيول ولوازمها، بالإضافة إلى الملابس الخاصة بالعاملين بمصلحة الركائب والذين ترتبط وظائفهم بالعربات. فضلاً عن مجموعة من اللوحات الزيتية للملوك والأميرات التي يرجع تأريخها إلى نفس الحقبة التاريخية.

## مواعيد العمل وأسعار التذاكر
المتحف مفتوح طوال أيام الأسبوع من الساعة 9 صباحاً حتى 5 مساءً. وتبلغ أسعار التذاكر؛ 30 ج للمصري والعربي، و10 ج للطالب المصري والعربي، و300 ج للأجنبي، و150 ج للطالب الأجنبي، بحسب أسعار 2025 المعلنة والدخول مجاني لكبار السن من المصريين والعرب ممن تجاوزوا الـ60 عام وذو الهمم من المصريين والعرب والأطفال دون السادسة وأطفال رحلات المدارس الإبتدائية والإعدادية، كذلك التصوير مجاني.

## معرض الصور

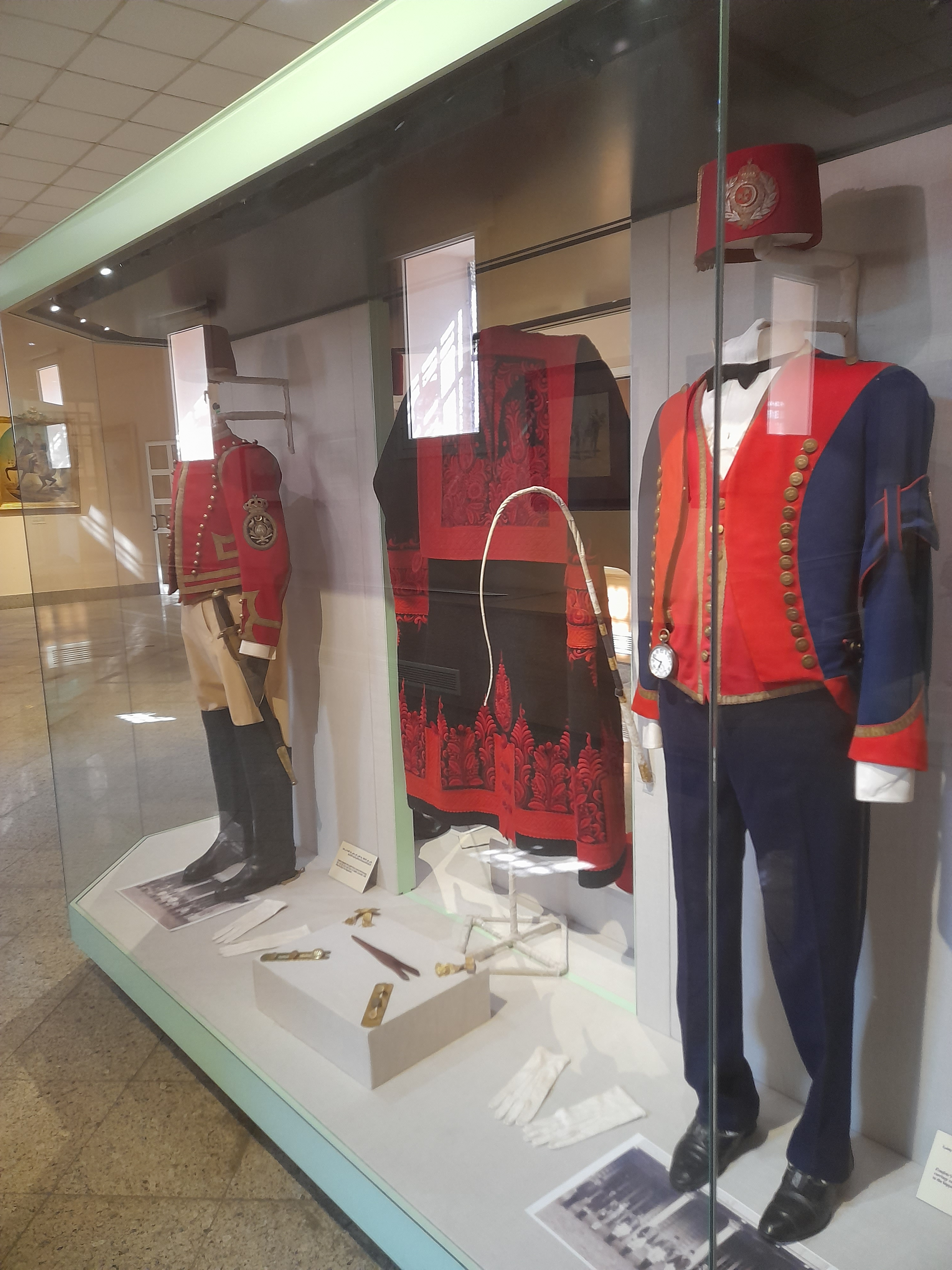
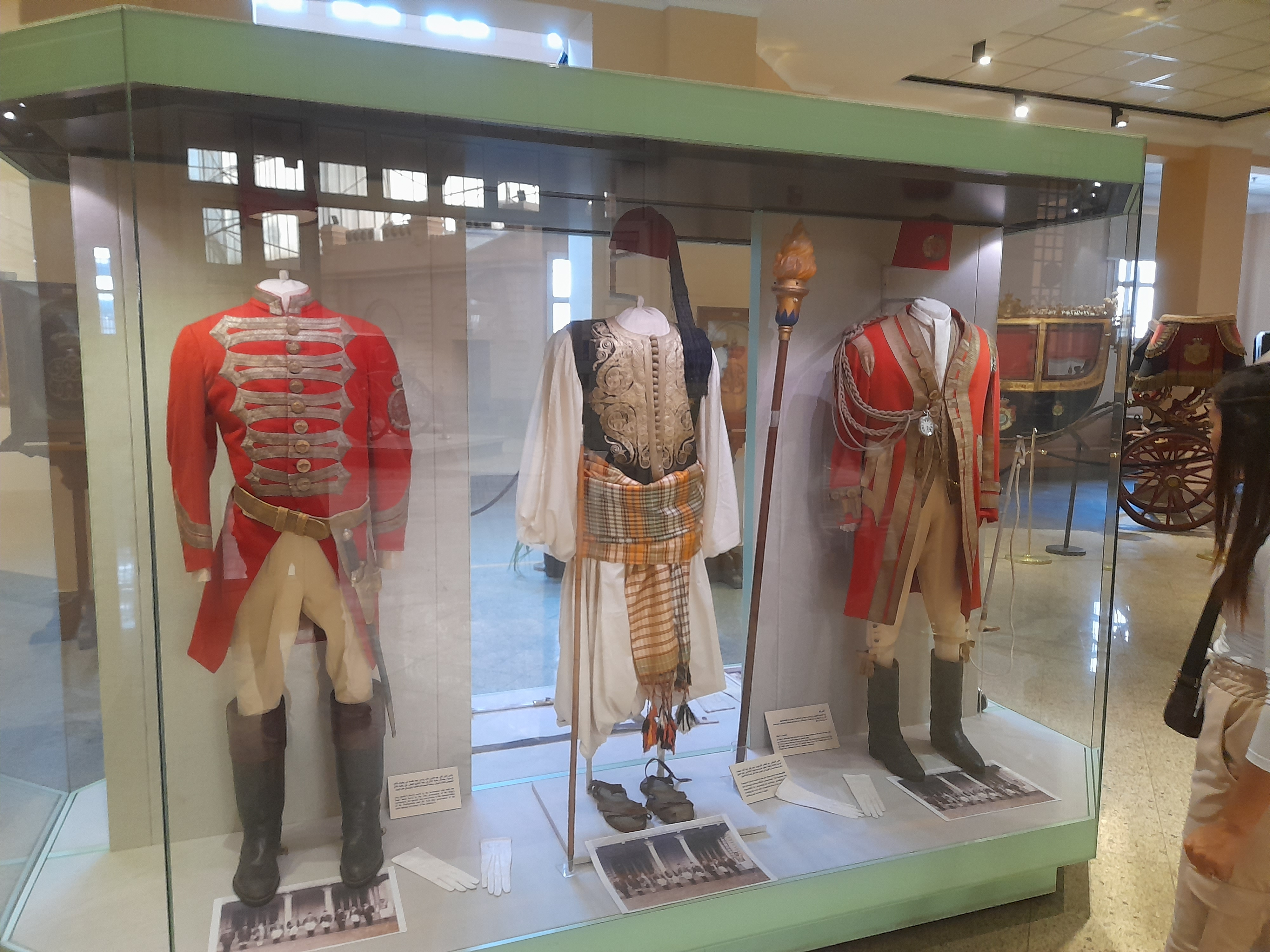
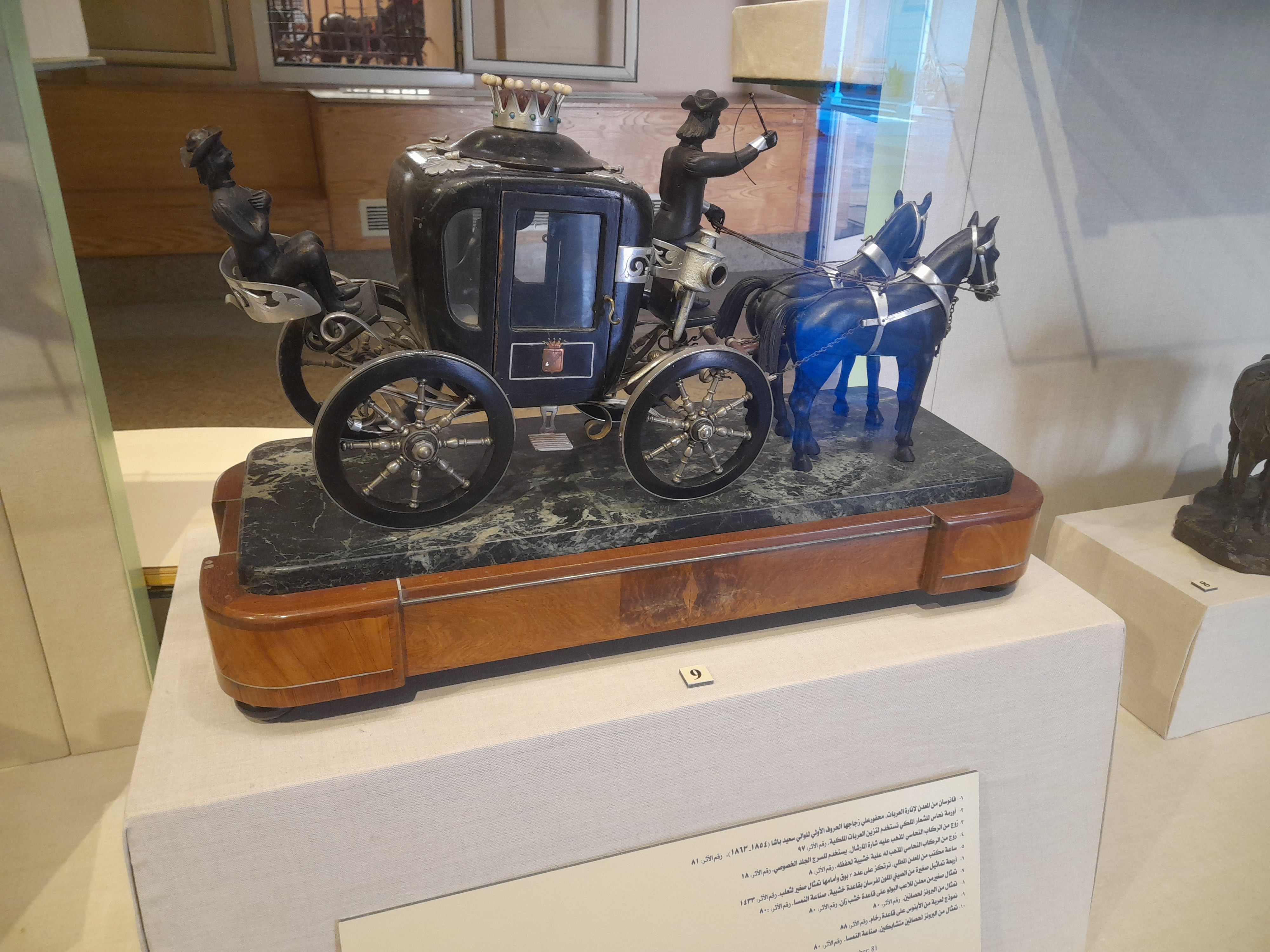
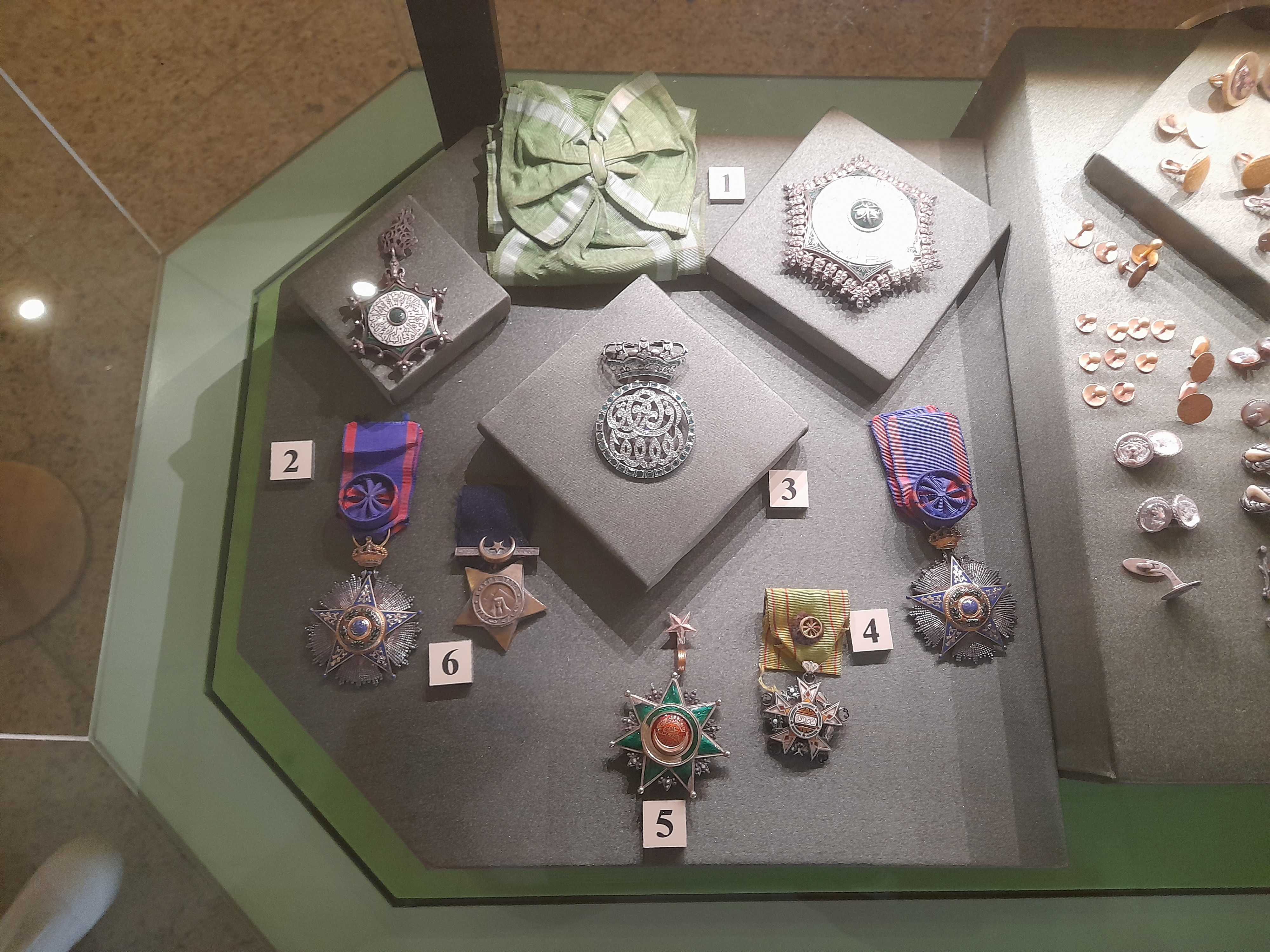
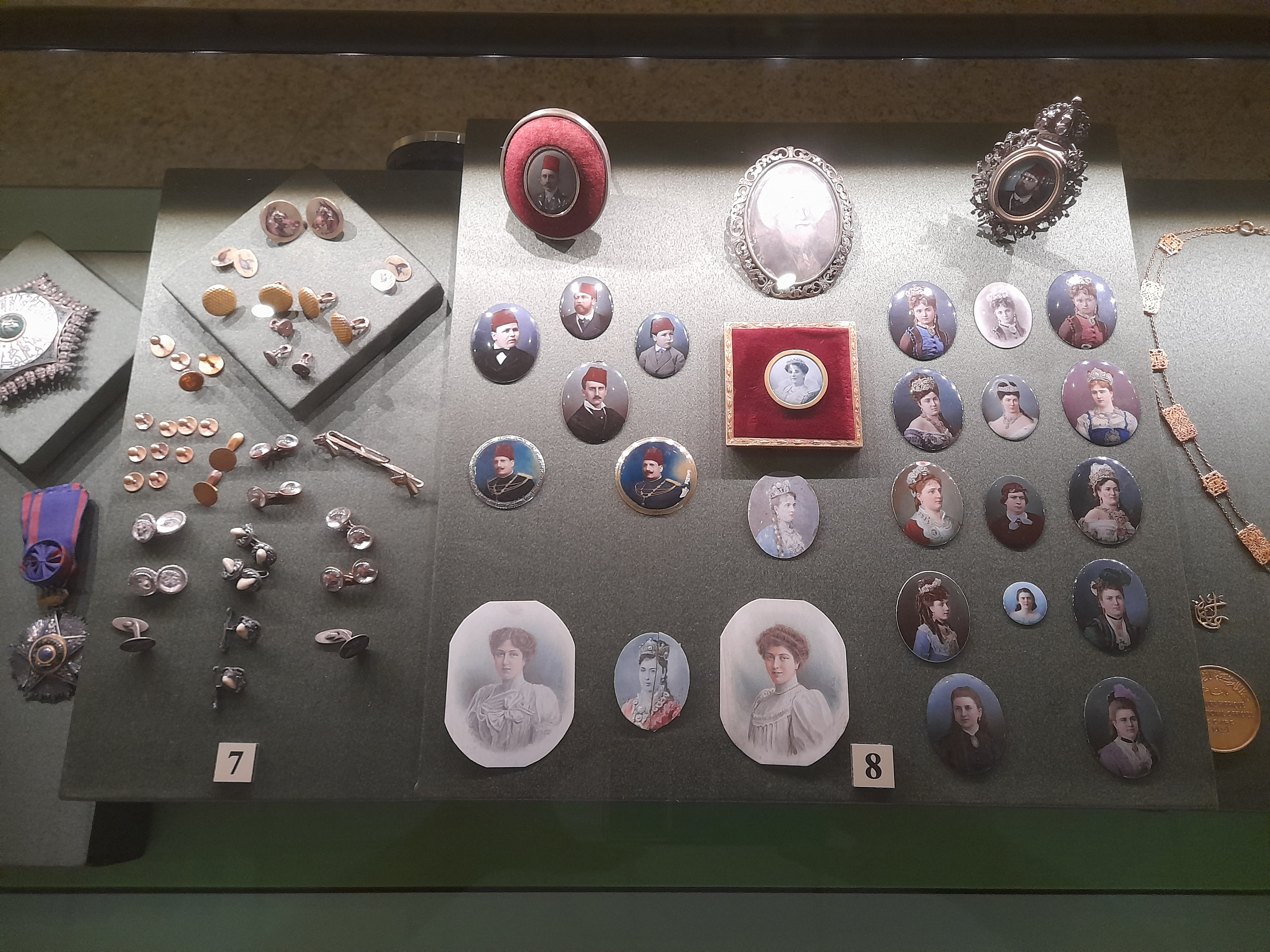
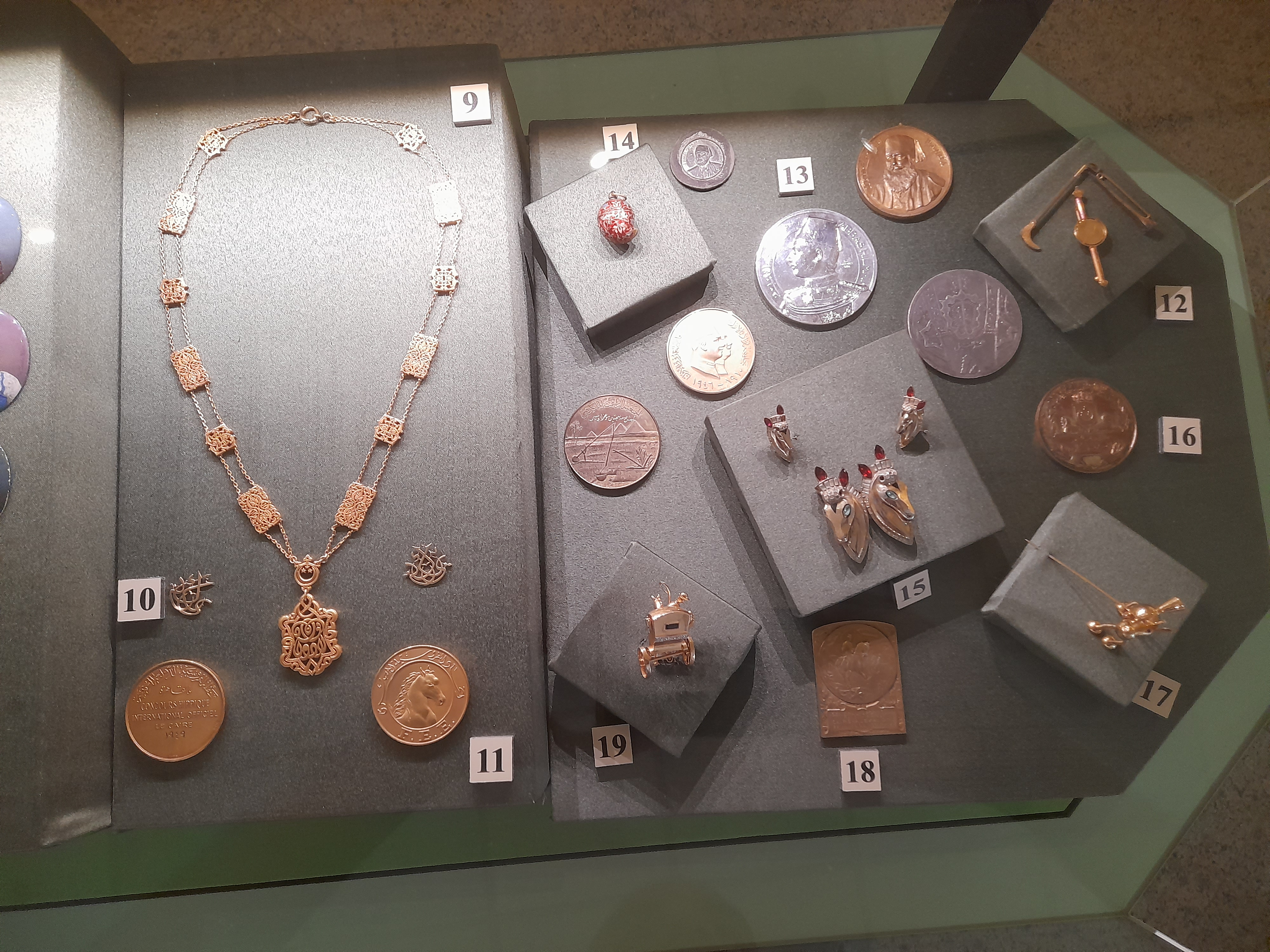
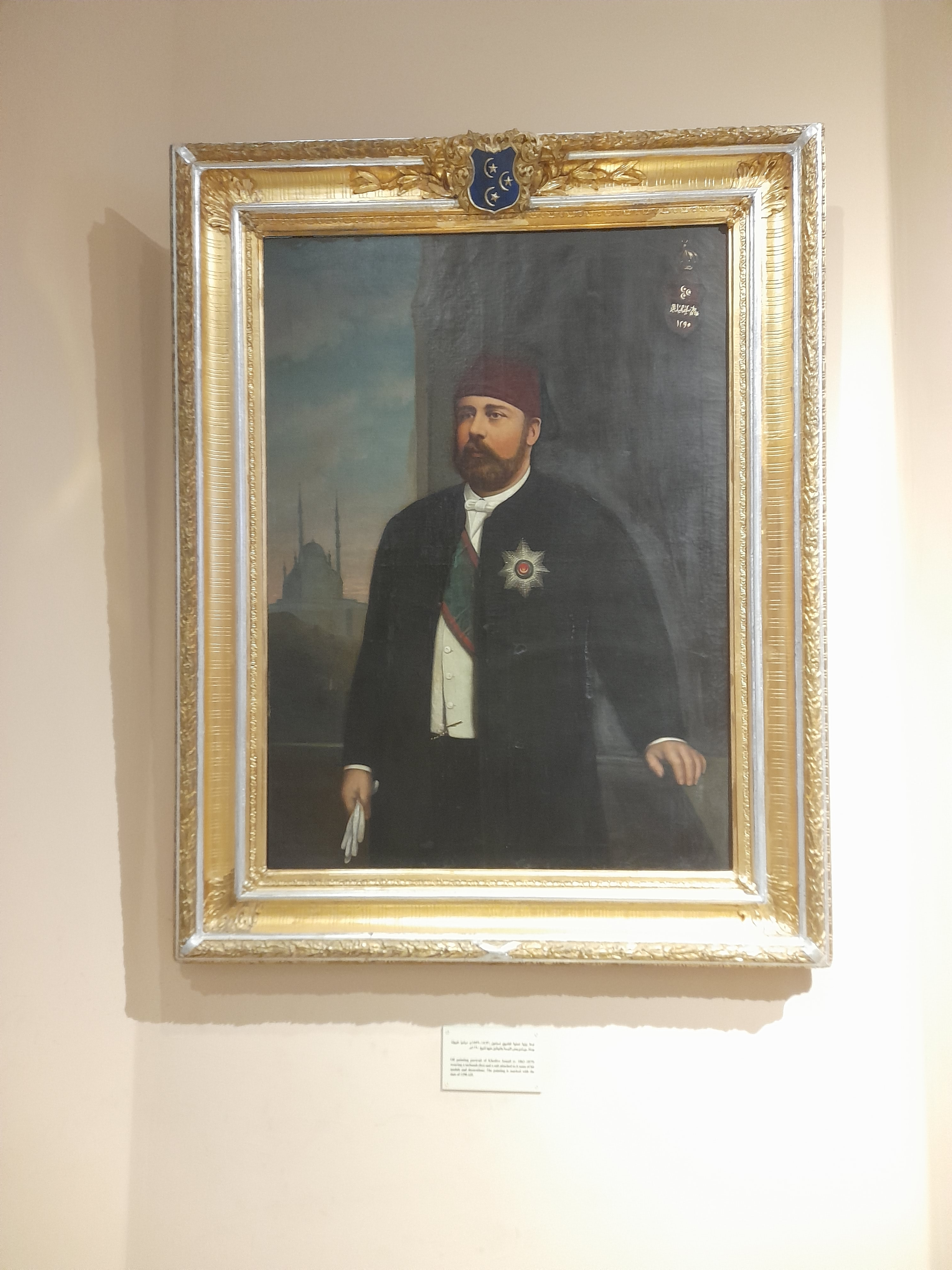

## وصلات خارجية
- متحف المركبات الملكية - فيسبوك